# Блек-Маунтен (Північна Кароліна)
Блек-Маунтен (англ. Black Mountain) — місто (англ. town) в США, в окрузі Банком штату Північна Кароліна. Населення — 8426 осіб (2020).

## Географія
Блек-Маунтен розташований за координатами 35°36′55″ пн. ш. 82°19′40″ зх. д. / 35.61528° пн. ш. 82.32778° зх. д. (35.615192, -82.327844).  За даними Бюро перепису населення США в 2010 році місто мало площу 17,40 км², з яких 17,36 км² — суходіл та 0,04 км² — водойми.

## Демографія
Згідно з переписом 2010 року, у місті мешкало 7848 осіб у 3573 домогосподарствах у складі 2054 родин. Густота населення становила 451 особа/км².  Було 4141 помешкання (238/км²).
Расовий склад населення:
| - 90,0 % — білих - 6,0 % — чорних або афроамериканців - 0,6 % — азіатів - 0,3 % — корінних американців |

До двох чи більше рас належало 2,3 %. Частка іспаномовних становила 2,5 % від усіх жителів.
За віковим діапазоном населення розподілялося таким чином: 18,3 % — особи молодші 18 років, 59,0 % — особи у віці 18—64 років, 22,7 % — особи у віці 65 років та старші. Медіана віку мешканця становила 47,7 року. На 100 осіб жіночої статі у місті припадало 83,7 чоловіків;  на 100 жінок у віці від 18 років та старших — 80,8 чоловіків також старших 18 років.
Середній дохід на одне домашнє господарство  становив 50 633 долари США (медіана — 40 877), а середній дохід на одну сім'ю — 61 866 доларів (медіана — 48 111). Медіана доходів становила 38 787 доларів для чоловіків та 31 250 доларів для жінок. За межею бідності перебувало 12,8 % осіб, у тому числі 11,7 % дітей у віці до 18 років та 2,5 % осіб у віці 65 років та старших.
Цивільне працевлаштоване населення становило 3682 особи. Основні галузі зайнятості: освіта, охорона здоров'я та соціальна допомога — 24,1 %, роздрібна торгівля — 19,0 %, мистецтво, розваги та відпочинок — 16,1 %.